# هجوم جنوب سوريا (2024)
تزامناً مع هجوم شمال غرب سوريا (2024)، وفي 27 نوفمبر 2024 بدأ تحالف من جماعات المعارضة السورية الجنوبية يسمى قيادة العمليات العسكرية بقيادة هيئة تحرير الشام والجماعات المتحالفة معها المدعومة من تركيا، بشن هجمات على محافظتي درعا والسويداء في جنوب سوريا على طول الحدود الأردنية. وأعلنت هذه الفصائل عن تشكيل «غرفة عمليات الجنوب» في محافظات درعا والقنيطرة والسويداء. أعلن عن الهجوم علنًا باعتباره جهدًا منسقًا مع هجوم شمال غرب سوريا لتنفيذ تكتيك الكماشة نحو دمشق.

## الخلفية
أصبحت درعا تحت سيطرة الحكومة رسميًا منذ يوليو/تموز 2018 بعد اتفاق تسوية بوساطةروسية، إلا أن السلطة الحكومية الكاملة في المنطقة ظلت محل نزاع، وخاصة في درعا البلد والمناطق الريفية الغربية.

## الاستعداد
في أعقاب بدء الهجوم على شمال غرب سوريا، أصدرت قوات المعارضة السورية في جنوب البلاد إعلانًا عامًا منسوبًا إلى "ثوار وأحرار منطقة حوران الشرقية"، معلنة عن خطط لتنسيق الأنشطة العسكرية مع جماعات المعارضة الشمالية. كانت الجماعات المتمردة تنوي تنفيذ خطة تكتيك الكماشة، تستهدف دمشق على وجه التحديد بضغط متزامن من كل من قوات المعارضة الشمالية والجنوبية. أنشأت حركة المعارضة الجنوبية، المتمركزة في محافظة درعا، إطارًا عسكريًا منسقًا يضم فصائل متعددة. أفادت وسيلة الإعلام المحلية درعا 24 عن خطط لعمليات مستهدفة ضد المنشآت العسكرية الحكومية ونقاط التفتيش في المنطقة.

## ردود الفعل
- الأردن: أغلقت الأردن معبر نصيب الحدودي بينها وبين سوريا رداً على التصعيد العسكري في جنوب سوريا.[22]
- إسرائيل: عززت إسرائيل الفرقة 201 ونشرت قوات إضافية في مرتفعات الجولان.[23]

وأيد الشيخ أحمد صياصنة، خطيب جامع درعا العمري السابق والزعيم الديني، الحملة العسكرية للمعارضة واعتبرها رد فعل ضروري على تصرفات القوات الحكومية والميليشيات التابعة لإيران.

### عربية
1. ↑  "المعارضة السورية تعلن تشكيل "غرفة عمليات عسكرية" في درعا | إرم نيوز". إرم نيوز. مؤرشف من الأصل في 2024-12-09. اطلع عليه بتاريخ 2024-12-07.
2. 1 2 3  "سوريا.. فصائل تؤسس "غرفة عمليات الجنوب" بدرعا والسويداء والقنيطرة". وكالة أنباء الأناضول. مؤرشف من الأصل في 2024-12-08. اطلع عليه بتاريخ 2024-12-07.
3. ↑  Editor, Hannah Parry Live Blog (6 Dec 2024). "Syrian rebels seize control of Deir Ezzor". Newsweek (بالإنجليزية). Archived from the original on 2024-12-07. Retrieved 2024-12-07. {{استشهاد ويب}}: |مؤلف= باسم عام (help)
4. ↑  "الأردن يغلق أهم معبر حدودي مع سوريا | الحرة". الحرة. اطلع عليه بتاريخ 2024-12-07.
5. ↑  "فصائل سورية تسيطر على معبر نصيب.. والأردن يغلق حدوده". العربية. 6 ديسمبر 2024. اطلع عليه بتاريخ 2024-12-07.
6. ↑  user32 (7 ديسمبر 2024). "للمرة الأولى منذ احتلال إسرائيل للجولان السوري.. قوات النظام تنسحب من مواقعها عند الحدود مع الجولان وغالبية مناطق الجنوب وروسيا تنسحب من نقاطها | المرصد السوري لحقوق الإنسان". اطلع عليه بتاريخ 2024-12-07. {{استشهاد ويب}}: |مؤلف= باسم عام (مساعدة)صيانة الاستشهاد: أسماء عددية: قائمة المؤلفين (link)
7. ↑  "Anti-Assad rebels take most of southern Syrian region of Deraa, say reports". BBC News (بالإنجليزية البريطانية). 6 Dec 2024. Archived from the original on 2024-12-09. Retrieved 2024-12-07.
8. 1 2  "بعد تقدم الفصائل المحلية إلى درعا البلد.. قوات النظام تفقد السيطرة بشكل شبه كامل على المحافظة | المرصد السوري لحقوق الإنسان". 6 ديسمبر 2024. اطلع عليه بتاريخ 2024-12-07.
9. 1 2  "السويداء "خارج سيطرة الأسد" والمعارضة في محيط حمص | الحرة". الحرة. اطلع عليه بتاريخ 2024-12-07.
10. ↑  "المعارضة المسلحة تصل السويداء وتسيطر على مقرات أمنية (فيديو) | إرم نيوز". إرم نيوز. مؤرشف من الأصل في 2024-12-12. اطلع عليه بتاريخ 2024-12-07.
11. ↑  "28 قتلوا واستشهدوا وقضوا في ظروف مختلفة | المرصد السوري لحقوق الإنسان". 6 ديسمبر 2024. مؤرشف من الأصل في 2024-12-10. اطلع عليه بتاريخ 2024-12-07.
12. ↑  "المعارضة المسلحة تصل السويداء وتسيطر على مقرات أمنية (فيديو) | إرم نيوز". إرم نيوز. مؤرشف من الأصل في 2024-12-12. اطلع عليه بتاريخ 2024-12-06.
13. ↑  "More Russian strikes as Syrian rebels advance after taking Aleppo". www.bbc.com (بالإنجليزية البريطانية). Archived from the original on 2024-12-01. Retrieved 2024-12-07.
14. ↑  ""Syrian rebels storm Aleppo, Russia carries out strikes in support of Assad"". Reuters. مؤرشف من الأصل في 2024-12-01. اطلع عليه بتاريخ 2024-12-07.
15. ↑  "Aleppo: Rebels 'take control' of airport as thousands of fighters seize most of Syria's second-biggest city". Sky News (بالإنجليزية). Archived from the original on 2024-12-12. Retrieved 2024-12-07.
16. ↑  "تقدم للمتمردين السوريين، الأردن يغلق الحدود مع الأسد يخسر الأرض: ما الذي يجب أن تعرفه - Al-Monitor: The Middle Eastʼs leading independent news source since 2012". المونيتور. مؤرشف من الأصل في 2024-12-09. اطلع عليه بتاريخ 2024-12-06.
17. ↑  "سوريا.. فصائل تؤسس "غرفة عمليات الجنوب" بدرعا والسويداء والقنيطرة". وكالة أنباء الأناضول. مؤرشف من الأصل في 2024-12-08. اطلع عليه بتاريخ 2024-12-06.
18. ↑  "المعارضة السورية تشن هجوما جديدا في درعا جنوبا: وجهتنا دمشق". سي إن إن بالعربية. 6 ديسمبر 2024. مؤرشف من الأصل في 2024-12-12. اطلع عليه بتاريخ 2024-12-06.
19. ↑  الخطيب، منذر قروي,إيمان مهذب,عائشة سيد أحمد,غنى. "المعارك بسوريا.. المعارضة تتقدم في حمص وتسيطر على بلدات بدرعا والسويداء". الجزيرة نت. مؤرشف من الأصل في 2024-12-12. اطلع عليه بتاريخ 2024-12-06.{{استشهاد ويب}}:  صيانة الاستشهاد: أسماء متعددة: قائمة المؤلفين (link)
20. ↑  "تحشيدات في درعا جنوبيّ سورية.. وتأييد واسع لعملية ردع العدوان ...الكويت". برس بي. 30 نوفمبر 2024. مؤرشف من الأصل في 2024-12-12. اطلع عليه بتاريخ 2024-12-07.
21. ↑  "تحشيدات في درعا جنوبيّ سورية.. وتأييد واسع لعملية "ردع العدوان"". العربي الجديد. 30 نوفمبر 2024. مؤرشف من الأصل في 2024-12-06. اطلع عليه بتاريخ 2024-12-07.
22. ↑  "الأردن يغلق المعبر الحدودي مع سوريا وروسيا تحث رعاياها على المغادرة". الجزيرة. مؤرشف من الأصل في 2024-12-12. اطلع عليه بتاريخ 2024-12-07.
23. ↑  "Syria rebels advance, Jordan closes border as Assad loses ground: What to know - Al-Monitor: The Middle Eastʼs leading independent news source since 2012". al-monitor (بالإنجليزية). Archived from the original on 2024-12-07. Retrieved 2024-12-07.
24. ↑  A.D، Editor 038 (30 نوفمبر 2024). "درعا.. مظاهرات تؤيد عمليات المعارضة في الشمال". عنب بلدي. مؤرشف من الأصل في 2024-12-12. اطلع عليه بتاريخ 2024-12-07. {{استشهاد ويب}}: |الأول= باسم عام (مساعدة)صيانة الاستشهاد: أسماء عددية: قائمة المؤلفين (link)